# Location en temps partagé
Pour les articles homonymes, voir Travail à temps partagé et temps partagé.
Ne doit pas être confondu avec Propriété partagée.
La location en temps partagé, ou immobilier à temps partagé ou timeshare, ou parfois de manière erronée « multipropriété », est un type de location principalement à but touristique qui consiste à occuper un logement durant une période courte en échange d'une participation financière inférieure à l'achat du bien. 
Le logement est codétenu (« jouissance à temps partagé ») par plusieurs personnes au travers ou non d'une société régisseuse.

## Principe
Une personne peut acheter le droit d’occuper un appartement (souvent pour une semaine, ou plusieurs semaines, toujours à la même période de l'année). Le montant des droits est proportionnel à la taille (1 à 3 chambres) et au lieu d’implantation de l’immeuble, à la durée (1 à plusieurs semaines) et à la période de l’année (montant plus élevé lors des jours fériés ou des fins de semaine). 
Ce droit d’occupation est lié à une bourse d’échange qui permet d'échanger son droit d'occupation d'appartement avec un autre détenteur de droit similaire (à d’autres périodes de l’année et dans d’autres sites, voire dans d’autres pays)

## Histoire
Le principe serait né en Allemagne, au début des années 1960 où Alexander Nette, l'a mis en place dans un hôtel du Tessin, dans les Alpes suisses. 
Ce système s'est rapidement imposé aux États-Unis (et dès les années 1970 au Royaume-Uni) comme l'une des nouvelles dimensions du tourisme et est devenu très populaire et fiable où depuis l'époque des cottages partagés, il a fait l'objet d'une certaine concentration dans l'industrie touristique et hôtelière. Il s'est développé dans de nombreux pays.
Il est connu en France depuis les années 1960 mais s'est surtout développé dans les années 1980-1990. Le « timeshare »est en France controversé, à la suite d'escroqueries, ayant généré des plaintes d'associations de consommateurs.

## Avantages et inconvénients
Un avantage est de permettre une occupation théoriquement plus complète dans l'année (avec donc un investissement mieux amorti et ayant théoriquement moins d'impact globalement sur l'environnement), ainsi qu'un accès à d'autres appartements que le « sien », via les bourses d'échanges, à condition de pouvoir être flexible dans les choix de dates de vacances. 
Un gros inconvénient, actuellement, est « la difficulté à se libérer du contrat. Certaines personnes, dans l'incapacité de payer leurs charges, n'arrivent pas à sortir de la société. "La vente des parts est quasi impossible, l'assignation en justice coûte environ 2.500 euros en frais d'avocat, et le vote de l'ensemble des associés est assez compliqué à mettre en place, puisqu'il faut réunir 52 personnes" » selon Lise Nicolle, de l'APAF-VTP.

## Culture populaire
Dans le film Les Bronzés font du ski, Nathalie et Bernard (Josiane Balasko et Gérard Jugnot) viennent en villégiature dans leur appartement en temps partagé de Val-d'Isère.